# Битка при Сулци
Битката при Сулци e морска битка през 258 пр.н.е. по времето на Първата пуническа война при Сулци (дн. Sant'Antioco) пред югозападния бряг на Сардиния между Римската република и Картаген.
Римският консул Гай Сулпиций Патеркул побеждава картагенския командир Ханибал Гискон и след това празнува триумф. Ханибал Гискон и други картагенски военачалници са екзекутирани.